# 베이징 국가 스피드 스케이팅 체육장
베이징 국가 스피드 스케이팅 체육장(영어: Beijing National Speed Skating Oval, 중국어: 国家速滑馆)은 중화인민공화국 베이징시에 있는 실내 경기장이다. 베이징 국가 스피드 스케이팅 체육장은 2022년 베이징 동계 올림픽을 위해 유일하게 새로 건설된 경기장이다. 베이징 올림픽 공원에 지어졌고, 애칭은 아이스 리본(Ice Ribbon)이다.

## 역사

### 건설 전
2008년 하계 올림픽 하키, 양궁 종목을 위해 지어진 베이징 올림픽 공원 필드 하키장과 베이징 올림픽 공원 양궁장이 자리했던 곳이다.
경기장은 2017년 중반 착공을 시작했고, 2019년 완공되었다.

### 개장 후
2021년 10월 8일, 개장했다. 경기장 총 면적은 1만 2,000제곱미터로 아시아 최대의 스피드스케이팅 경기장이다.
경기장 외부에는 22개의 '아이스 리본'이 둘러져 있는데, 이 얼음 띠는 각각 622미터 규모이고 태양광 발전이 가능하도록 특별하게 설계된 건물일체형 태양발전 시스템(BIPV) 유리이다. 또한, 금속 코팅과 건물에 맞는 고강도 라미네이트 구조물이 결합되어 있다. 이 덕분에 일반 유리처럼 건물 외관을 장식할 수 있을 뿐만 아니라 지속적으로 전기를 생산하여 내부에 전기를 빠르게 제공하기도 한다. 2층은 중국에 위치한 유네스코 세계문화유산인 천단에서 영감을 얻은 곡선형 커튼월 건축 양식을 사용했다.
올림픽 개최 전 열리는 첫 올림픽 테스트는 2021년 10월 8일부터 10월 10일까지 3일간 개최되었다. 중화인민공화국, 대한민국, 네덜란드 3개국이 테스트에 참여했다.

## 기록

### 스피드 스케이팅
아래는 베이징 국가 스피드 스케이팅 체육장에서 기록한 세부 종목별 최고 기록을 나열한 목록이다.
| 세부 종목      | 이름              | 국가           | 시간    | 대회 | 날짜            |
| -------------- | ----------------- | -------------- | ------- | ---- | --------------- |
| 남자 500m      | 김준호            | 대한민국       | 35.17   | 국제 | 2021년 10월 8일 |
| 남자 1000m     | 쉬푸              | 중화인민공화국 | 1:11.40 | 국내 | 2021년 4월 8일  |
| 남자 1500m     | 닝중옌            | 중화인민공화국 | 1:46.81 | 국내 | 2021년 4월 10일 |
| 남자 5000m     | 무하마티 하나하티 | 중화인민공화국 | 6:37.80 | 국내 | 2021년 4월 7일  |
| 남자 단체 추월 | 주르 빈제         | 네덜란드       | 6:37.80 | 국제 | 2021년 10월 9일 |
| 남자 단체 추월 | 게르트 비에르다   | 네덜란드       | 6:37.80 | 국제 | 2021년 10월 9일 |
| 남자 단체 추월 | 카요 보스         | 네덜란드       | 6:37.80 | 국제 | 2021년 10월 9일 |

| 세부 종목      | 이름            | 국가           | 시간    | 대회 | 날짜            |
| -------------- | --------------- | -------------- | ------- | ---- | --------------- |
| 여자 500m      | 티안루이닝      | 중화인민공화국 | 38.38   | 국내 | 2021년 4월 7일  |
| 여자 1000m     | 이사벨 그레벨트 | 네덜란드       | 1:17.89 | 국제 | 2021년 10월 9일 |
| 여자 1500m     | 인취            | 중화인민공화국 | 2:00.43 | 국내 | 2021년 4월 10일 |
| 여자 3000m     | 한메이          | 중화인민공화국 | 4:16.87 | 국내 | 2021년 4월 7일  |
| 여자 5000m     | 천시앙유        | 중화인민공화국 | 7:28.04 | 국내 | 2021년 4월 8일  |
| 여자 단체 추월 | 이사벨 그레벨트 | 네덜란드       | 3:15.64 | 국제 | 2021년 10월 9일 |
| 여자 단체 추월 | 리오니 배츠     | 네덜란드       | 3:15.64 | 국제 | 2021년 10월 9일 |
| 여자 단체 추월 | 소피 크라이벨드 | 네덜란드       | 3:15.64 | 국제 | 2021년 10월 9일 |

## 교통
- ■ 베이징 지하철 8호선 - 린추이차오역

## 같이 보기
- 2022년 동계 올림픽
- 2022년 동계 올림픽 스피드스케이팅
- 2022년 동계 올림픽 경기장